# Simão de Andrade
Simão de Andrade foi um militar e pirata português do século XVI.

## Biografia
Fidalgo do século XVI que militou no Oriente, assim como seu irmão, o célebre Fernão Peres de Andrade. Serviu com Duarte Pacheco Pereira nas famosas lutas contra o rei de Calicute e tomou parte na campanha que, pouco depois, ocorreu contra o rei de Cananor.
Nas discórdias entre D. Francisco de Almeida e Afonso de Albuquerque tomou, com seu irmão, partido pelo primeiro. Ambos, porém, se reconciliaram pouco depois com o segundo. Simão de Andrade participou na mal sucedida expedição de Calicute, na tomada de Goa, na retirada desta cidade quando os indianos a recobraram, e na conquista de Malaca. Mostrou-se um dos mais valentes, mas também dos mais insubordinados. Tanto ele como seu irmão se insurgiram contra as providências tomadas por Afonso de Albuquerque para reprimir a libertinagem dos navios da frota; e Simão de Andrade também foi dos que se amotinaram quando o governador mandou enforcar um Fidalgo que não fez caso das suas ordens. Reprimido severamente o movimento, reabilitou-se Simão de Andrade pelos seus bons serviços e valentia, inclusivamente na segunda conquista de Goa e na conquista de Malaca onde foi ferido com gravidade, ao passo que seu irmão sofreu ferimentos sem importância. Quando Afonso de Albuquerque regressou de Malaca à Índia na nau Flor de la Mar, acompanhado de mais duas naus e dum junco, ia na frota Simão de Andrade. A Flor de la Mar naufragou na costa de Samatra, Afonso de Albuquerque passou para a Trindade e, na viagem para Ceilão, deu a Simão de Andrade o comando dum navio mouro que tomara. Este afastou-se da armada e os seus tripulantes levaram-no para uma das Maldivas onde, com a ajuda dos habitantes, prenderam e torturaram Simão de Andrade, o qual, finalmente, foi parar a Cochim. Apesar do seu génio conflituoso e dos defeitos que o caracterizavam, Afonso de Albuquerque não deixou de o levar consigo nas expedições que empreendeu, encarregando-o de missões importantes, graças ao seu arrojo e capacidades de acção. Esteve em Adem, comandou depois um dos navios da frota que o governador enviou ao mar Vermelho, e foi dos Capitães que o acompanharam em todas as contingências da tomada de Ormuz, bem como na viagem do regresso a Goa, em que Afonso de Albuquerque faleceu. Por esta ocasião, sendo manhã clara, (diz Fernão Lopes de Castanheda) Simão de Andrade, que ficara atrás, e querendo entrar para dentro do rio (de Goa), mandaram-lhe dizer os outros Capitães que esperasse para acompanhar o corpo do governador até à cidade; e ele não quis senão ir-se, mostrando grande prazer de seu falecimento, cuidando que dava nisso contentamento a Lopo Soares.
Lopo Soares de Albergaria, o sucessor de Afonso de Albuquerque, a quem assim lisonjeava, mandou-o para Ormuz com um posto importante; logo, porém, que lá chegou, ocorreu um conflito entre Simão de Andrade e o novo capitão da praça, que era D. Aleixo de Meneses, o qual o prendeu, e preso o levou para a Índia, onde o governador houve por bem feito aquilo que fizera D. Aleixo de Meneses. Este facto indignou Simão de Andrade, o qual, todavia, disfarçou o seu despeito, acompanhou Lopo Soares de Albergaria a Ceilão e, depois, ao estreito. Na tomada de Zeilá desagradou ao governador por um recado que lhe mandou e, finalmente, pediu que o deixassem ir para a China, o que lhe foi concedido. Aí mostrou ser aquilo que João de Barros dele afirma, a saber: homem mui pomposo, glorioso e gastador, e tal que todas as suas obras eram com grande majestade, e tanta que ele foi o primeiro homem que mandou ensinar índios a tanger charamelas, e servir-se com elas. Essa mania das grandezas levou-o a proceder sem escrúpulos e como senhor absoluto, causando o levantamento dos naturais contra os Portugueses. O certo é que empregou todos os meios que pôde para adquirir dinheiro, e que regressou à Índia muito rico. Entre os mais conhecidos piratas Portugueses do Oriente, conta-se o Fidalgo Simão de Andrade, do qual, entre muitas outras façanhas, contam-se os saques que praticou na China em 1519.
Em Goa, encontrou como governador D. Duarte de Meneses, e não lhe foi difícil obter deste o governo de Chaul, apesar de ser preciso postergar direitos adquiridos. Em Chaul viveu magnificentemente, hospedando com o maior luxo os Capitães Portugueses que lá iam, e o próprio governador, que mostrava grande predilecção por sumptuosidades e banquetes. D. Duarte de Meneses, homem venal, foi um dos piores governadores que teve a Índia. Quando chegou a Lisboa a notícia dos seus abusos, foi nomeado D. Vasco da Gama para o substituir, com ordem de reparar todas as irregularidades por ele praticadas. Imediatamente D. Vasco da Gama demitiu Simão de Andrade. Este, porém, não regressou logo à metrópole, e veio, mais tarde, a acompanhar o governador D. Henrique de Meneses na empresa de Calicute e no descerco de Cananor, portando-se nessas operações com o arrojo costumado. Por fim, ao cabo de mais de 20 anos de vida no Oriente, regressou a Portugal, onde morreu.
Casara por procuração com uma filha natural de D. Duarte de Meneses.